# Городокское гетто
Гетто в Городке́ (август — 12 октября 1941) — еврейское гетто, место принудительного переселения евреев города Городок Витебской области и близлежащих населённых пунктов в процессе преследования и уничтожения евреев во время оккупации территории Белоруссии войсками нацистской Германии в период Второй мировой войны.

## Оккупация Городка и создание гетто
Довоенный Городок был небольшим местечковым городком с большинством еврейского населения. К началу войны в Городке жило 2400—2500 евреев.
В 1939 году в Городке появились евреи — беженцы из Польши, но их рассказам об отношении немцев к евреям далеко не все верили и не стали уходить перед оккупацией. Успели эвакуироваться, в основном, только те, у кого была лошадь, и они смогли добраться до железной дороги. Но большей частью местные жители остались на месте. К тому же многим из тех, кто всё-таки пытался бежать на Восток, немцы перерезали путь и вернули обратно в Городок.
Немецкие войска заняли Городок 9 июля 1941 года, и оккупация продлилась до 24 декабря 1943 года.
Практически сразу после занятия города всех евреев под угрозой смерти обязали пришить к одежде жёлтую лату.
Затем немцы устроили грабёж зажиточных евреев. Немцы с полицаями врывались в еврейские дома и вытаскивали на улицу вещи, предлагая местным жителям-неевреям забрать его себе (но предварительно забрав самое лучшее).
Вскоре последовал погром. Немцы и полицаи прошли через все еврейские дома, которые им показывали местные предатели.
Евреев использовали на принудительных, часто бессмысленных, работах — например, вырывать руками траву на улицах.
Первая «акция» (таким эвфемизмом гитлеровцы называли организованные ими массовые убийства) была осуществлена через несколько недель после оккупации — в начале августа. Немцы очень серьёзно относились к возможности еврейского сопротивления, и поэтому в первую очередь убивали в гетто или ещё до его создания евреев-мужчин в возрасте от 15 до 50 лет — несмотря на экономическую нецелесообразность, так как это были самые трудоспособные узники. Поэтому ещё до того, как согнать евреев в гетто, немцы и полицаи собрали 150 молодых евреев-мужчин и часть молодых женщин, увели их под предлогом, что отправляют на работы, и расстреляли около деревни Берёзовка — лишив таким образом еврейскую общину тех, кто мог возглавить сопротивление.
Реализуя нацистскую программу уничтожения евреев, немцы создавали гетто почти во всех городах и населённых пунктах Беларуси, где проживало еврейское население. Так и в Городке в августе 1941 года оккупанты согнали оставшихся в живых евреев в гетто на окраине города.
Когда сгоняли евреев, нацисты и «бобики» (так в народе презрительно называли полицаев) безнаказанно открыто грабили еврейские дома и убивали евреев. Старожилы Городка ещё десятилетия после войны вспоминали, как улицы местечка были белыми от перьев из распоротых еврейских подушек и перин. Некоторые мальчишки бегали по улице и выкрикивали принесённый немцами лозунг: «Берите, хлопцы, хворостину, жида гоните в Палестину».

## Условия в гетто
Всего в Городокском гетто содержалось около 2000 человек.
Под гетто оккупанты отвели место между улицами Красноармейской и имени Галицкого. Узников разместили в здании старой бани, нескольких строениях рядом с ней и в недостроенной новой бане.
Гетто было огорожено колючей проволокой и, с одной стороны, — речкой. Проволочное ограждение шло до самой речки. Охраняли гетто полицаи.
Все узники страдали от голода, женщины постоянно плакали, старики молились. Никакой еды людям не давали — ели только то, что смогли успеть захватить с собой и то немногое, что тайком передавали некоторые местные жители.
Вплоть до окончательного уничтожения обреченных людей гоняли на принудительные работы, под видом которых часто группу евреев уводили на расстрел.

## Уничтожение гетто
В течение двух месяцев узники вывозились группами в урочище Воробьёвы Горы (до войны — любимое место отдыха жителей Городка) и там расстреливались немцами и полицаями. Людей опять забирали под предлогом принудительных работ, но все уже всё понимали. Первыми уводили более молодых и здоровых. Дети пытались прятаться, немцы находили их и вытаскивали из укрытий за ноги.
Во время расстрелов на Воробьёвых горах не было попыток сопротивления и бегства. Оставшиеся старики и женщины с маленькими детьми не могли ни бежать, ни сопротивляться. Обречённых людей заставляли самих себе рыть могилы, а немцы с полицаями стояли рядом, разговаривали и хохотали.
12 октября 1941 года гетто было полностью уничтожено. В один из октябрьских дней, утром, всех евреев, среди которых были уже только старики, женщины и дети, собрали и погнали на Воробьёвы горы, по дороге избивая прикладами тех, у кого уже не было сил идти. Все были расстреляны. Затем до конца оккупации на этом месте расстреливали участников сопротивления и недовольных «новым порядком».
В конце декабря 1943 года, после освобождения Городка, комиссия из представителей районных властей, 11-й гвардейской армии и жителей города обследовала место массовых убийств на Воробьевых Горах. Могила имела длину 12 метров, ширину и глубину 4 метра. Большинство жертв были убиты выстрелом в затылок, у других голова была разбита тупым предметом, а многие дети были закопаны живыми — их скелеты не имели никаких повреждений.

## Случаи спасения и Праведники мира
Были попытки побега, но немногочисленные, потому что идти было некуда — партизан ещё не было, большинство местных жителей помогать боялось — за помощь евреям наказанием была смерть, везде было немало предателей-коллаборационистов, желающих выдать евреев оккупантам. Многие бежавшие поэтому возвращались назад, и случаи спасения были единичными на фоне практически полной гибели евреев района.
Ольга и Анна Кораго из Городка за спасение Алпатовой (Турнянской) Галины были удостоены почётного звания «Праведник народов мира» от израильского мемориального института «Яд Вашем» «в знак глубочайшей признательности за помощь, оказанную еврейскому народу в годы Второй мировой войны».
Алексей Ананьевич Прокофьев и его дочь Валентина Алексеевна Прокофьева (Глушнева) спасли еврейскую девушку Сору Шофман.
Дуня Скряга и её дочь Тамара спасали Алту Кожевникову и её мужа, а когда те оказались в гетто, то поддерживали их до последнего. Женщина, которая заняла дом Кожевниковых, сообщила об этом в полицию. Дуню Скрягу схватили и пытали, после чего она вскоре умерла, а за ней и её дочка. Сын убитых Кожевниковых, Рувим Захарович, пришёл с фронта и пытался застрелить ту, которая выдала спасателей его родителей, но ему помешали.
Семья Уверского П. М. помогла спастись Галине Бухбиндер. Сбежал из гетто и спасся 14-летний Пейсах Шмуйлович. Мария Осиповна Полхлебова спасла Галю — маленькую дочку учительницы Берты Евсеевны Берман (Ермошенко). Ида Добромыслова чудом сбежала из колонны евреев, которых вели убивать на Воробьёвы Горы, и затем ей помогли выжить Надежда Фёдоровна Загнетова и Здесева А. И. Семен Добромыслов также сумел выбраться из колонны обречённых людей, и выжил благодаря помощи семьи Сиваковых.

## Палачи
Остались известны имена некоторых палачей, организаторов убийств и их приспешников.
Бургомистром Городка был Уверский, а после него — Ленченко П. Р.
Начальником полиции Городка был Мордик Анатолий Григорьевич, которого в 1959 году поймали, привезли в Городок, там судили и приговорили к смертной казни. Активными его помощниками были полицаи Филатов, Красненко, Рулев и другие.
Нина Иванова, чья дочь устроилась работать в немецкую комендатуру, активно выискивала и выдавала прячущихся евреев.
Активно помогали немцам и полицаям дочь главного врача района Инна Бакштаева, М. Вожык, ставший при немцах директором школы, Чирвинская Галина.

## Память
Установлены имена более 400 евреев, убитых в Городке в течение августа-октября 1941 года, но погибших было больше.
После войны в Городок вернулось почти 400 евреев, и негласным руководителем еврейской общины стал Арон Яковлевич Усвяцов. В Городке собирался миньян, выпекалась маца, был свой шойхет.

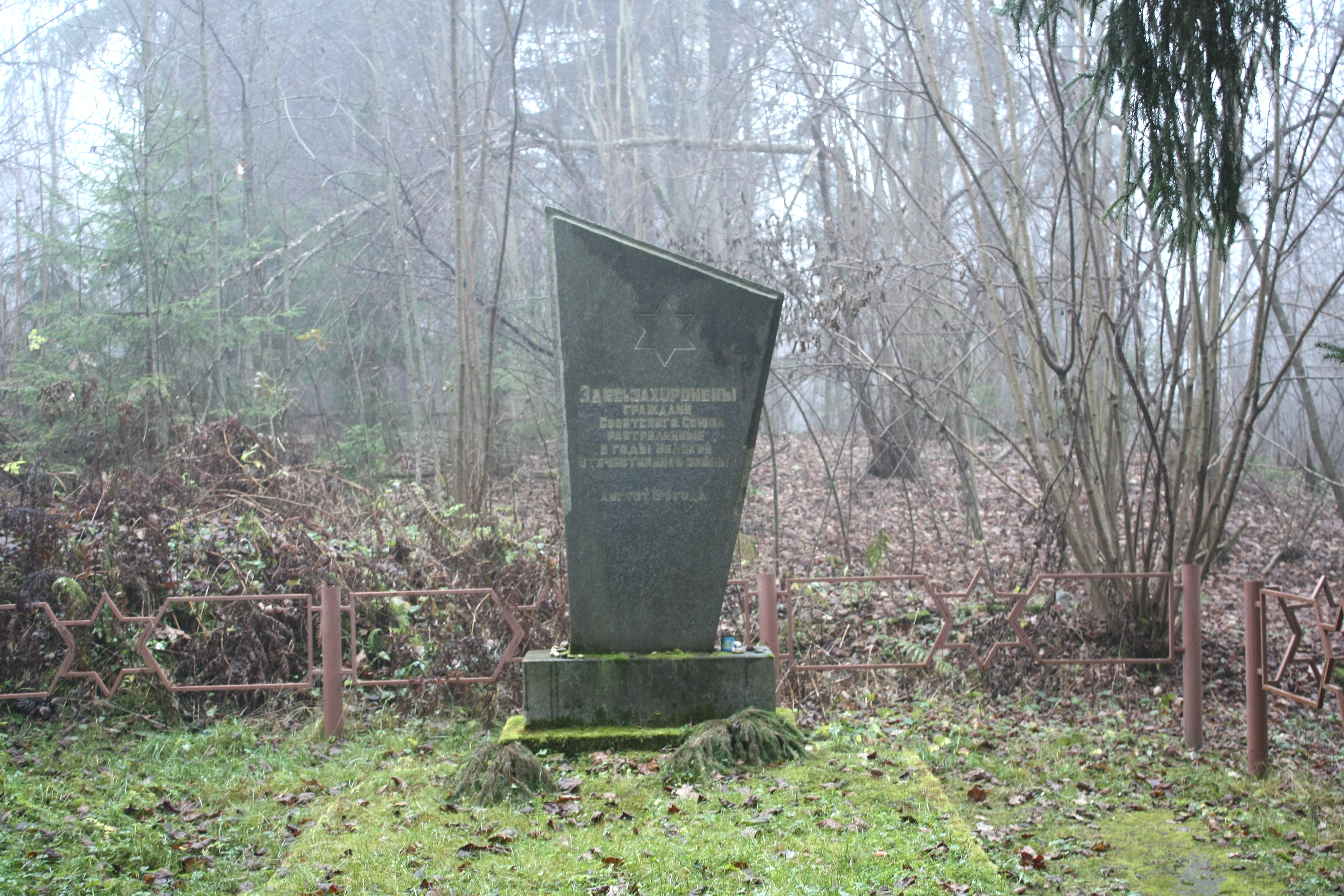
Памятник евреям Городка, убитым нацистами в Воробьевых Горах

С первых же дней после возвращения с войны родственники погибших стали искать точное место расстрелов в Берёзовке, чтобы поставить там памятник. Они начали копать и быстро наткнулись на тела убитых — примерно 1,5 километра от магистрали Петербург — Одесса. Были собраны деньги, и уцелевшие евреи Городка возвели памятник в Берёзовке во второй половине 1960-х годов.
В 1970-х годах начали ставить новый памятник в Березовке. Руководил всем А. Б. Будман, а председатель райисполкома П. П. Шершень выделил средства и работников. Летом 1983 года новый памятник был открыт. Памятник представляет собой колонну, напоминающую печную трубу или косяк дома, где в прямоугольнике-окне старая еврейка оплакивает своих детей. Рядом и отдельно — вторая часть композиции в виде усечённой пирамиды, напоминающей надгробие. На открытии памятника присутствовали представители городокских властей, которые, вопреки официальным установкам, многое сделали для создания мемориала жертвам геноцида евреев.
В годы Перестройки вандалы украли с памятника в Березовке металлическую табличку с надписью, согласованной в отделе пропаганды райкома партии: «советским гражданам Городка, расстрелянным немецко-фашистскими захватчиками в 1941 году». Её заменили бетонной плитой со словами: «Евреи — жертвы фашизма».
В середине семидесятых годов собралась группа людей и решила оградить и привести в порядок места массовых расстрелов во времена Катастрофы. Возглавил группу Арон Яковлевич Усвяцов. Также объявили сбор денег. Благодаря этим усилиям на Воробьёвых Горах у лесной дороги на пути к памятнику стоят два бетонных столба с металлической аркой, на которой расположены шестиконечные звезды. Это сооружение сделали Зяма Гельфанд и Израиль Нордштейн. Далее находится памятник из чёрного гранита, установленный в начале 1980-х годов, с выбитыми словами о «гражданах Советского Союза, расстрелянных в августе 1941 года» без упоминания евреев. На этом месте убили женщин, стариков и детей — с мужчинами расправились ещё до создания гетто. Дата на памятнике неточная — расстрел евреев на Воробьёвых горах был не в августе, а 13 октября 1941 года. Рядом с братской могилой — расстрельный ров. В 1990-е годы надпись решили не менять, сохранив как исторический факт, а памятник был зарегистрирован и внесён в официальный реестр. Районный исполнительный комитет благоустроил территорию вокруг памятника, поставил новую ограду и в её орнамент была внесена звезда Давида.
В ноябре 2020 года был установлен новый памятник с надписью: «Жертвам нацизма. Осенью 1941 года нацисты расстреляли около 2000 евреев Городокского гетто».
В народном музее боевой славы СШ № 1 Городка хранятся материалы о Праведниках мира Городокского района.